# Сапалпа (Оклахома)
Сапалпа (англ. Sapulpa) — місто (англ. city) в США, в округах Крік і Талса штату Оклахома. Населення — 21 929 осіб (2020).

## Географія
Сапалпа розташована за координатами 36°0′7″ пн. ш. 96°7′26″ зх. д. / 36.00194° пн. ш. 96.12389° зх. д. (36.002040, -96.123828).  За даними Бюро перепису населення США в 2010 році місто мало площу 65,12 км², з яких 63,02 км² — суходіл та 2,09 км² — водойми. В 2017 році площа становила 60,28 км², з яких 58,25 км² — суходіл та 2,02 км² — водойми.

## Демографія
Згідно з переписом 2010 року, у місті мешкали 20 544 особи в 8015 домогосподарствах у складі 5497 родин. Густота населення становила 315 осіб/км².  Було 8903 помешкання (137/км²).
Расовий склад населення:
| - 77,5 % — білих - 10,9 % — корінних американців - 3,0 % — чорних або афроамериканців - 0,6 % — азіатів - 0,2 % — вихідців з тихоокеанських островів - 1,5 % — осіб інших рас |

До двох чи більше рас належало 6,3 %. Частка іспаномовних становила 4,1 % від усіх жителів.
За віковим діапазоном населення розподілялося таким чином: 24,3 % — особи молодші 18 років, 59,8 % — особи у віці 18—64 років, 15,9 % — особи у віці 65 років та старші. Медіана віку мешканця становила 38,9 року. На 100 осіб жіночої статі у місті припадало 92,8 чоловіків;  на 100 жінок у віці від 18 років та старших — 89,3 чоловіків також старших 18 років.
Середній дохід на одне домашнє господарство  становив 55 569 доларів США (медіана — 39 880), а середній дохід на одну сім'ю — 65 301 долар (медіана — 52 709). Медіана доходів становила 39 649 доларів для чоловіків та 31 157 доларів для жінок. За межею бідності перебувало 17,5 % осіб, у тому числі 25,1 % дітей у віці до 18 років та 10,6 % осіб у віці 65 років та старших.
Цивільне працевлаштоване населення становило 8651 осіб. Основні галузі зайнятості: освіта, охорона здоров'я та соціальна допомога — 21,5 %, виробництво — 15,9 %, роздрібна торгівля — 11,5 %, науковці, спеціалісти, менеджери — 9,3 %.